# V-22魚鷹式傾轉旋翼機

在伊拉克V-22魚鷹式傾轉旋翼機的作戰半徑與CH-46E的作戰半徑，形成強烈的對比

貝爾－波音V-22鱼鹰式倾转旋翼机（英語：Bell Boeing V-22 Osprey）是由美国贝尔公司和波音公司联合设计制造的一款倾转旋翼机，倾转旋翼机具備直升机的垂直升降能力，但又擁有固定翼螺旋桨飞机較高速、航程較遠及油耗較低的优点，時速高達500公里每小時。V-22設計基於貝爾負責的XV-3和XV-15，早於1980年代開始研發，於2007年開始在美國陸戰隊服役，以取代行之有年的CH-46海騎士直升機（CH-46 Sea Knight）之拯救及作戰任務。2009年起，美國空軍也開始部署空軍專用的衍生版本。V-22已被美國陸戰隊及美國空軍部署於伊拉克、阿富汗、蘇丹和利比亞從事作戰及救援任務。

## 研發歷史
1980年美國為解救伊朗人質危機施行鷹爪行動失敗，1981年美國國防部因此開展Defense Joint-service Vertical take-off/landing Experimental (JVX) 飛行計畫，由貝爾直升機公司與波音直升機公司共同開發，於1983該計畫被規範適用於美國海軍、陸軍、空軍及陸戰隊，因此該計畫原型機被要求增大版本，並納入法國航太、格魯門公司、洛克希德和韋斯特蘭直升機公司，1985年1月JVX直升機被正式命名V-22 Osprey。
首架V-22於 1988年5月推出，但成果不盡理想，遭遇來自參議院的否決開發，經柯林頓政府大力支持，在1989至1997不斷變更設計和飛行測試，陸續交付樣機，1999年4月測試外部負載M777榴彈砲，2000年發生兩次致命事故，共19名陸戰隊員喪生，因而再次停飛進行調查和部分重新設計。2005年6月完成最終作戰評估。2011年9月後又從每小時460公里增速至500公里及直升機模式的升限由3000公尺增加至3700公尺或4300公尺。2015年10月完成航空母艦上的測試。

## 設計

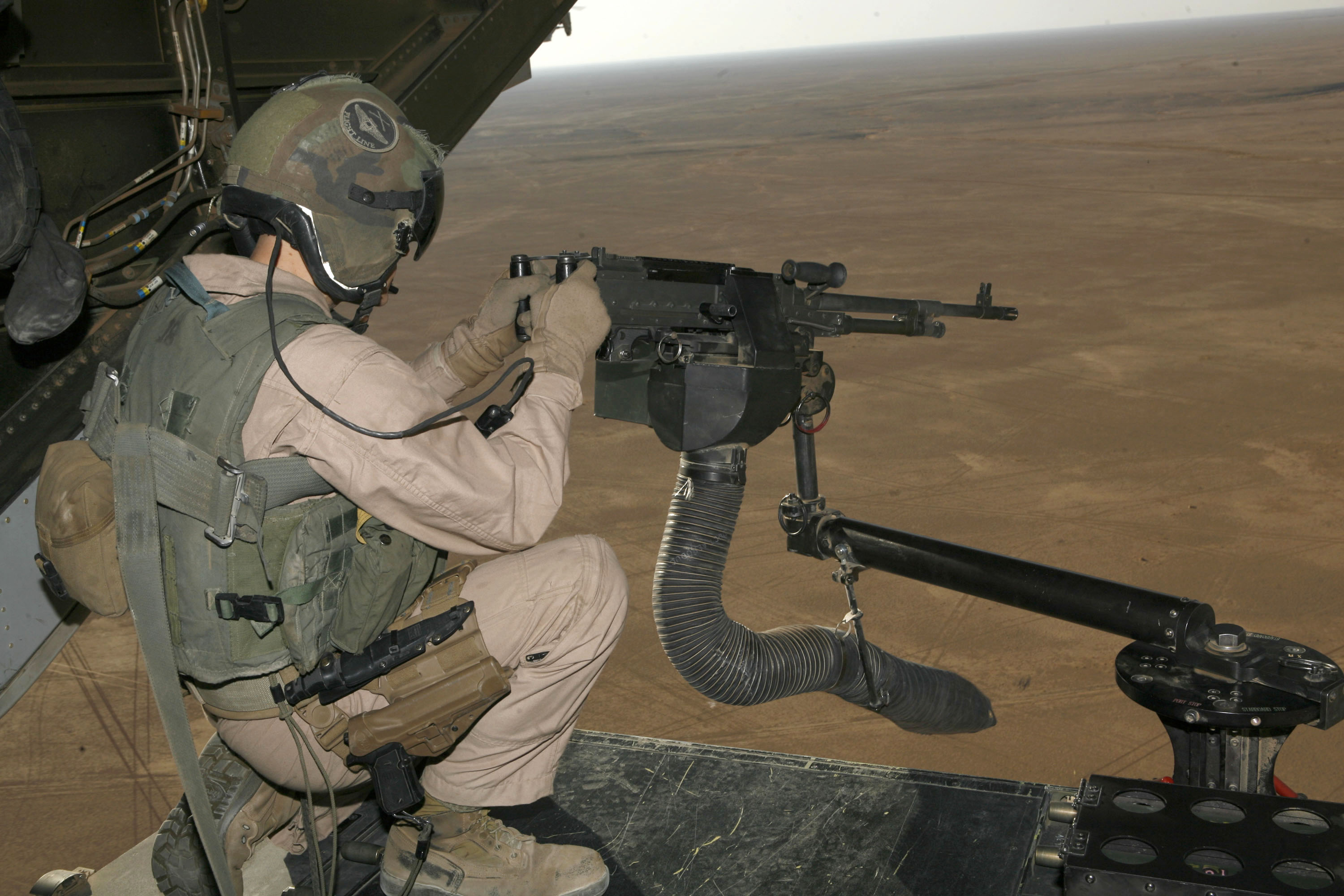
M240通用機槍 安装在V-22装载坡道上

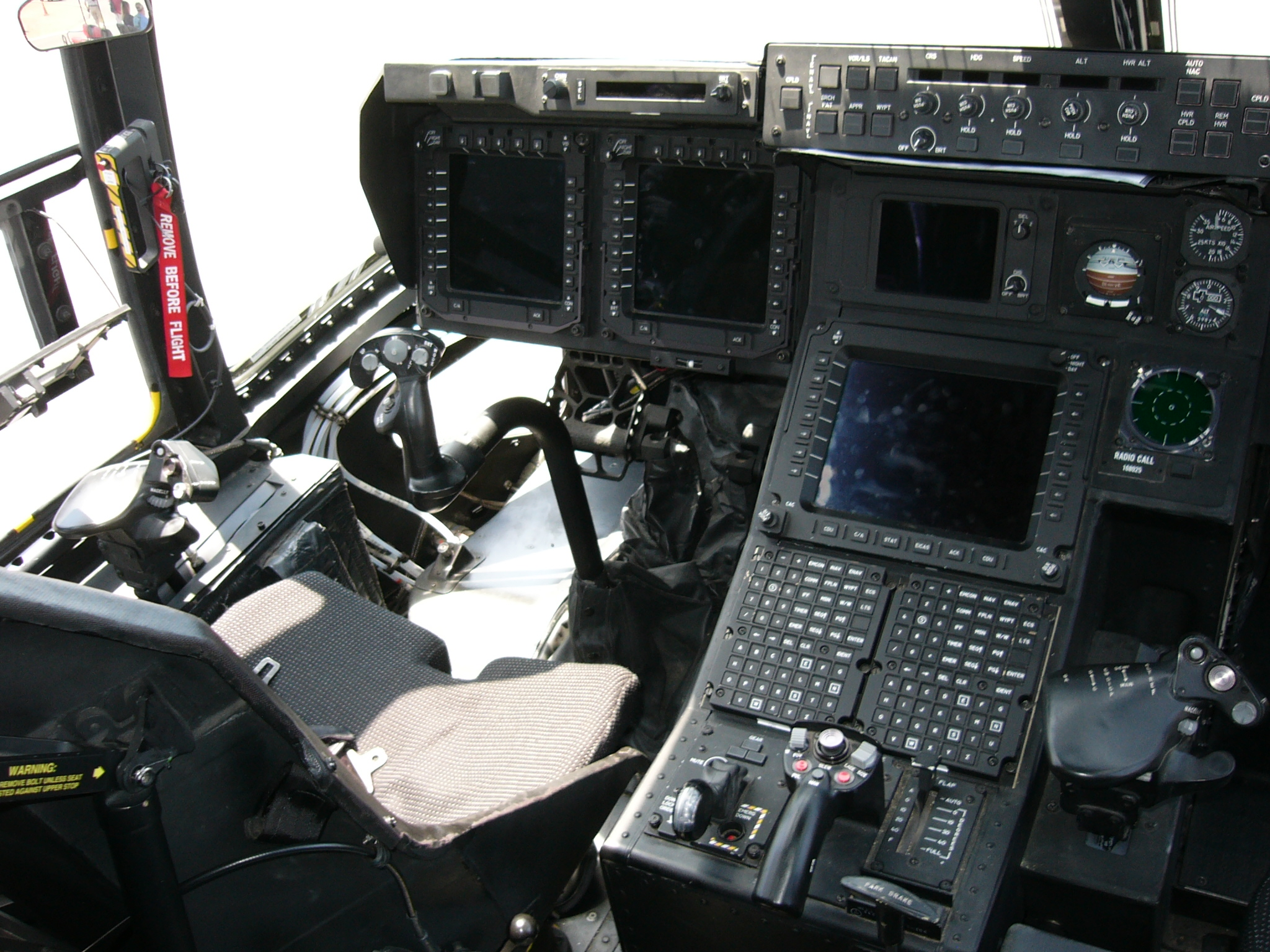
MV-22駕駛艙

V-22在機翼兩端各有一可變向的旋翼推進裝置，各包含勞斯萊斯-艾利森T406型（Rolls-Royce Allison T406，該公司內部代號AE 1107C-Liberty）渦輪軸發動機及由三片槳葉所組成的旋翼，整個推進裝置可以繞機翼軸由朝上與朝前之間轉動變向，並能固定在所需方向，因此能產生向上的升力或向前的推力。這轉換過程一般在十幾秒鐘內完成。
當V-22推進裝置垂直向上，產生升力，便可像直昇機垂直起飛、降落或懸停，其操縱系統可改變旋翼上升力的大小和旋翼升力傾斜的方向，以使飛機保持或改變飛行狀態。
在起飛之後，推進裝置可轉到水平位置產生向前的推力，像固定翼螺旋桨飛機一樣依靠機翼產生升力飛行。這時以主翼後緣的兩對副翼可保證飛機的橫向操縱，鉸接在端板式垂直尾翼上的方向舵和水平尾翼上的升降舵可以依靠舵機改變飛行方向和飛行高度。由於旋翼直徑大，在地面將推進裝置轉到水平位置會使旋翼會碰到地面，所以V-22不能像飛機一樣在跑道滑行升降。為此，V-22另一升降模式為短場起降（STOL，Short Take-Off and Landing），推進裝置會轉至前向45°，同時產生升力及向前推力，使機身在跑道上滑行，主翼產生的升力，加上旋翼的升力使V-22在滑行短距離後能起飛，同樣方式也能用於降落。此模式之好處在於較垂直起降節省燃料。在直升機模式下，因為主翼擋住了部份旋翼的氣流，相比傾翼（Tiltwing）設計損失了10%的升力，但卻有更佳的短場升降性能。
機身有超過43%為複合材料制造，包括旋翼。為減少被運載時所需空間，整主翼可以轉動90°，變成與機身平行，三葉旋翼也能轉動重疊在一地。整個收納過程只需90秒。兩具勞斯萊斯Rolls-Royce T406引擎以轉軸及齒輪箱連動，因此即使其中一個失去動力，另一個也能讓整架飛機繼續飛行。
大部份V-22的任務有超過70%時間以定翼機模式飛行，定翼機飛行模式有比直升機更高的飛行高度，讓V-22有更遠的航程，更快的飛行速度，也使運輸更為方便。

## 近期發展
2005年10月，V-22“鱼鹰”项目被批准进入全速生产阶段，将于2007年形成初始战斗力。美國陸戰隊於2000年開始，訓練V-22的飛行員，並在2007年派出，將用於補充且最後將取代CH-46海上騎士。美國空軍在2009年開始引進V-22。自進入美國陸戰隊和美國空軍，V-22已被部署在伊拉克，阿富汗和利比亞用於戰鬥及救援行動。
2011年2月18日，陸戰隊指揮官James Amos表示，美國陸戰隊部署到阿富汗的MV-22飛行超過10萬小時，並指出多年來的改進和經驗教訓，讓MV-22大幅進步，已成為最安全或接近最安全的飛機。MV-22在過去十年每飛行小時的事故發生率大約只有美國陸戰隊飛行機隊平均事故發生率的一半。MV-22已成為陸戰隊中事故發生率最低的旋翼機。
2012年10月6日，一架隸屬於美國陸戰隊第165中型傾轉旋翼機中隊（Marine Medium Tiltrotor Squadron (VMM) 165）的MV-22「魚鷹式」傾轉旋翼機在尼米茲號航空母艦上順利降落並完成加油。此為一系列可行性評估工作的一環，旨在評估新機種是否能夠取代C-2在艦隊中的航艦艦上運輸（COD）的任務角色。如果成功，海軍航空隊也將導入此機種以替代C-2。
2013年4月19日，哈瑞·S·杜魯門號航空母艦上進行航艦艦上運輸（COD）的貨物裝卸測試。
貝爾及波音公司針對加裝空中加油系統的V-22進行風洞測試，這套空中加油系統不必永久的更改V-22機體，而能視情況加以改裝或拆除。美國陸戰隊於2013年開始測試這套系統，希望F-35B戰鬥機經過V-22空中加油後，作戰半徑能從400英里增加為600英里。
2013年，為了防範班加西襲擊事件的再次發生，美國陸戰隊利用6架V-22魚鷹式傾轉旋翼機、2架KC-130空中加油機，加上500名陸戰隊員組成特別任務空地特遣隊─危機反應部隊，派駐於西班牙的莫龍空軍基地
2022年8月16日，美國停飞52架CV-22型鱼鹰机。8月20日，日本陆上自卫队暂时停飞了部署在千叶县木更津驻地的V-22鱼鹰运输机。

## 生產批次

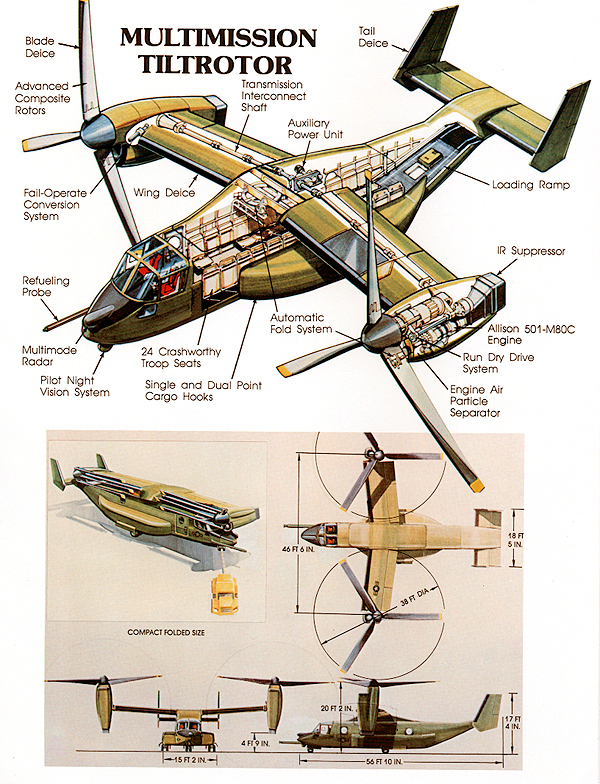
概要圖

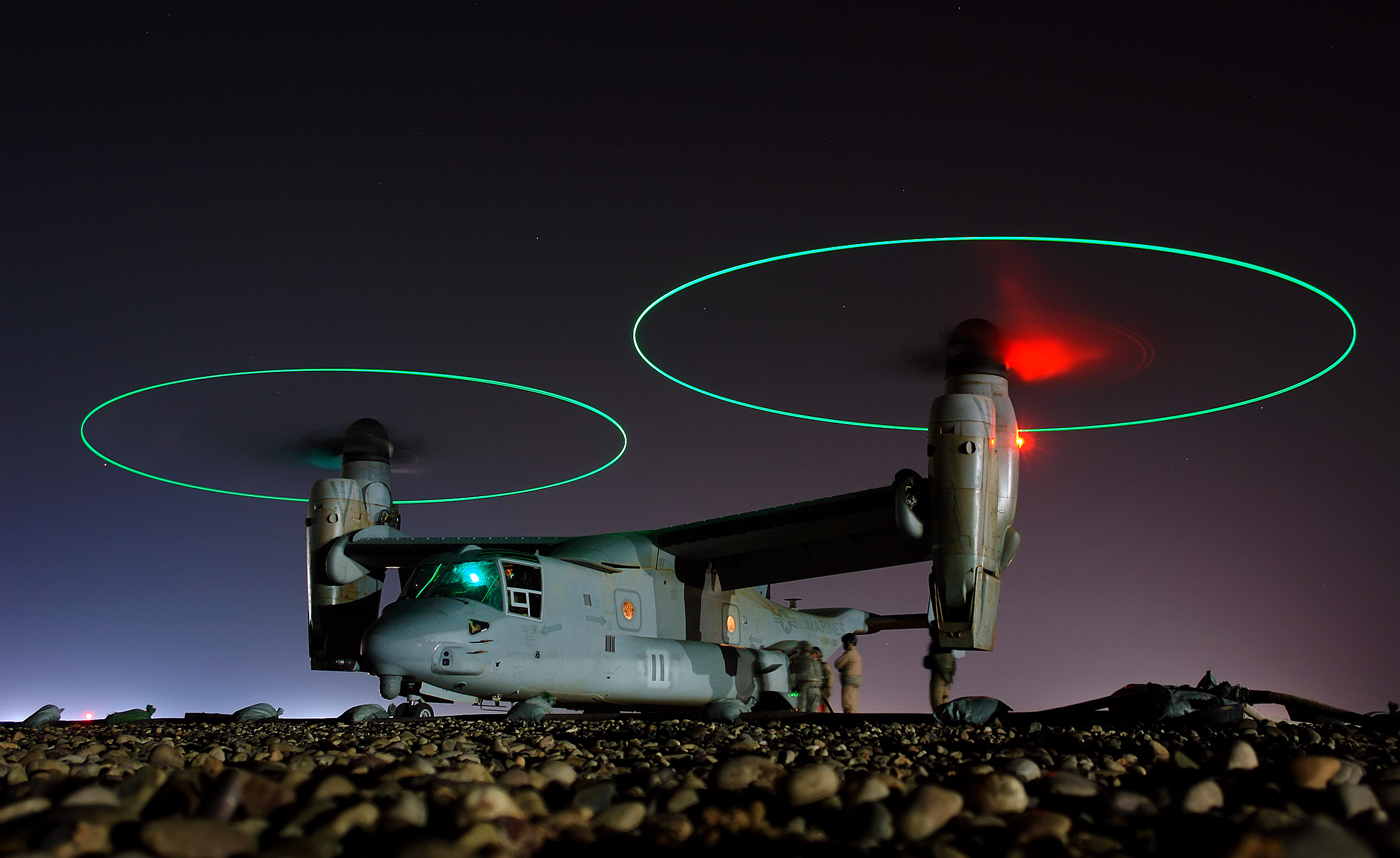
夜間起飛

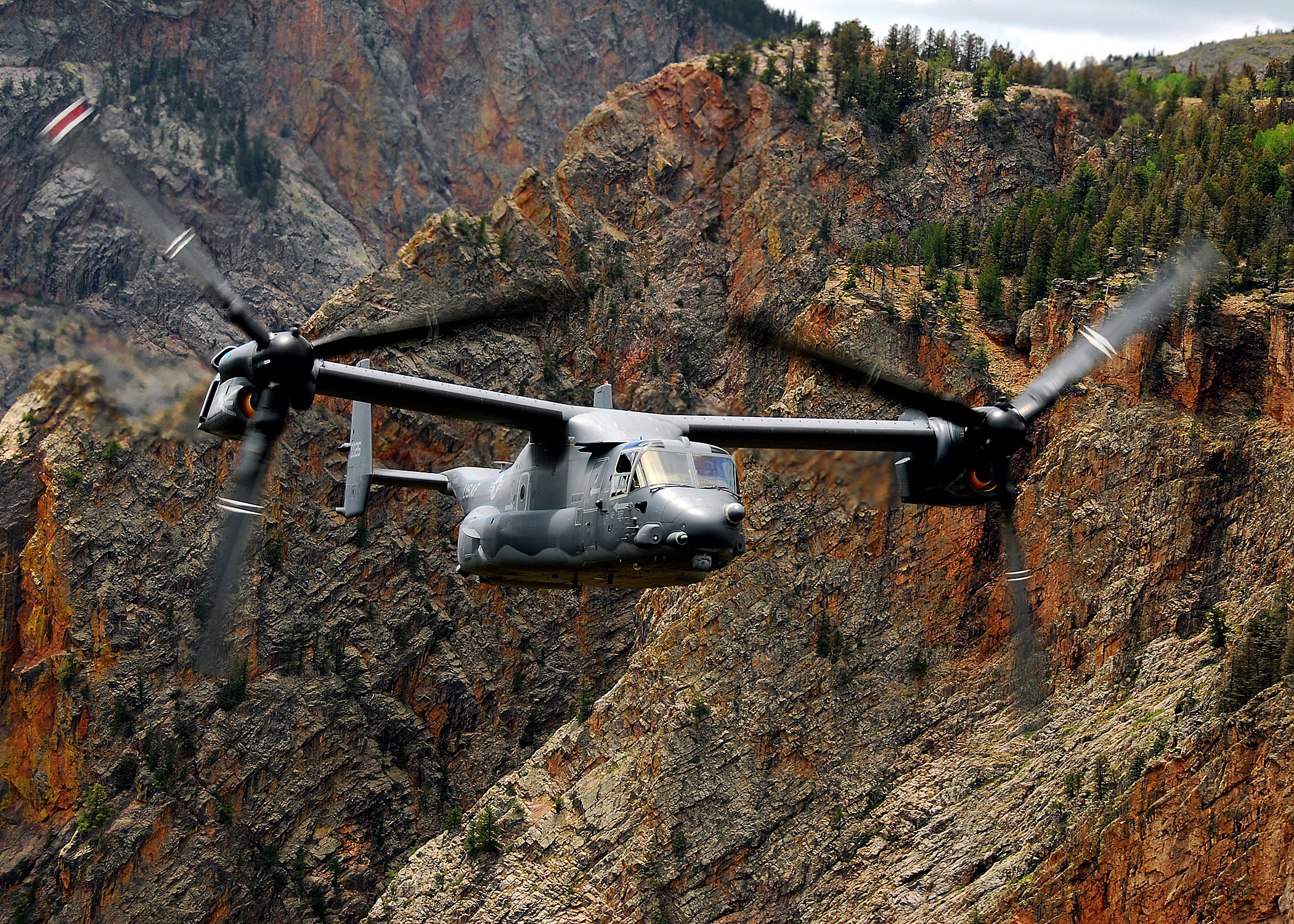
CV-22飛越新墨西哥州

V-22A
用於飛行測試的預生產非正式型號
MV-22B
美國陸戰隊所使用的基本運輸型，2004年前共訂購552架。陸戰隊是V-22魚鷹的主要客戶。陸戰隊專用型MV-22B是為步兵、裝備和補給品提供快速運輸，能夠從船艦上或從遠征部隊的飛機場上起降的中型運輸機。它將替換陸戰隊的CH-46海上騎士和CH-53E超級種馬。自2007年3月起，陸戰隊編組了三個魚鷹中隊。

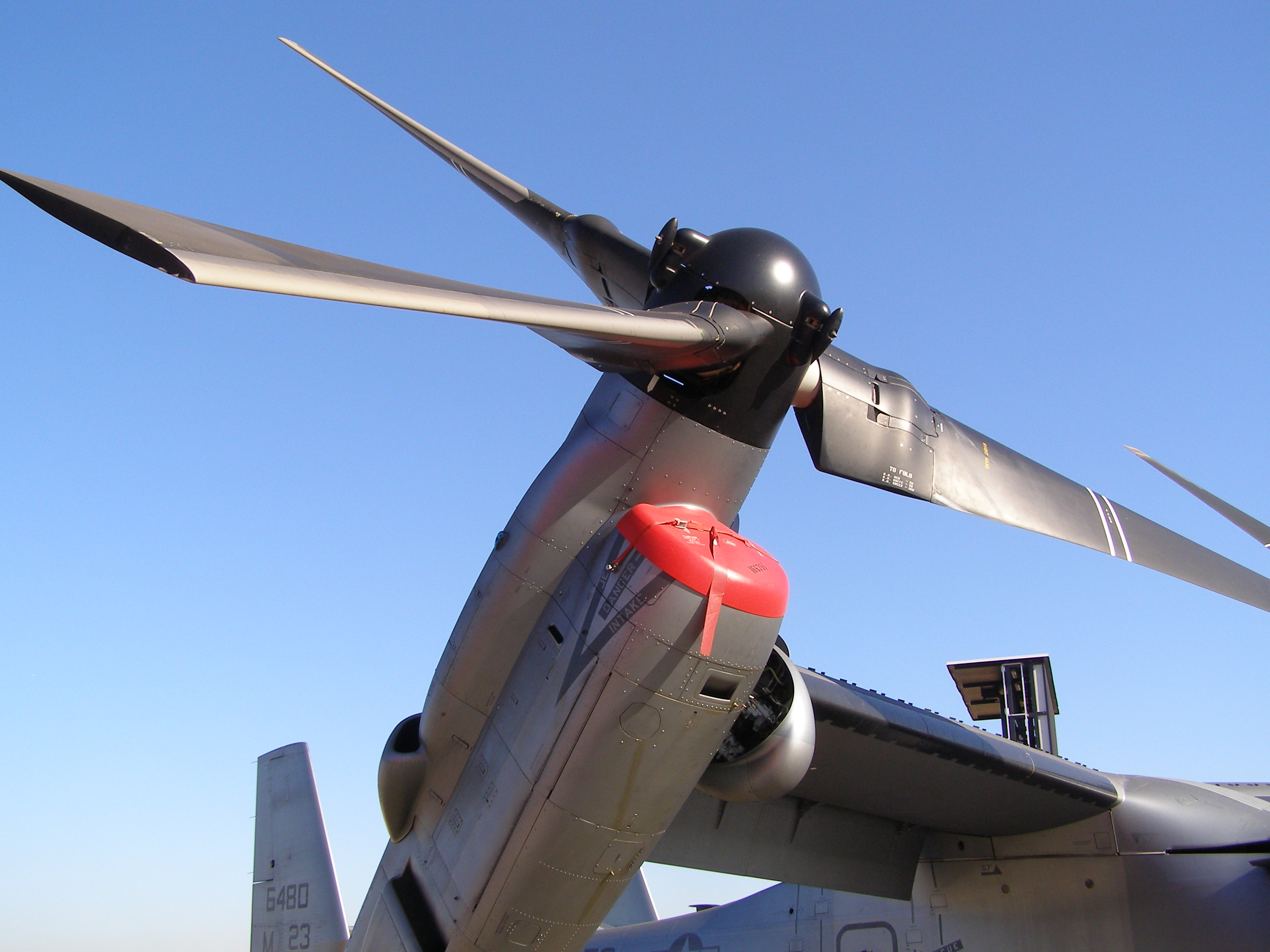
MV-22的旋轉翼及發動機的特寫
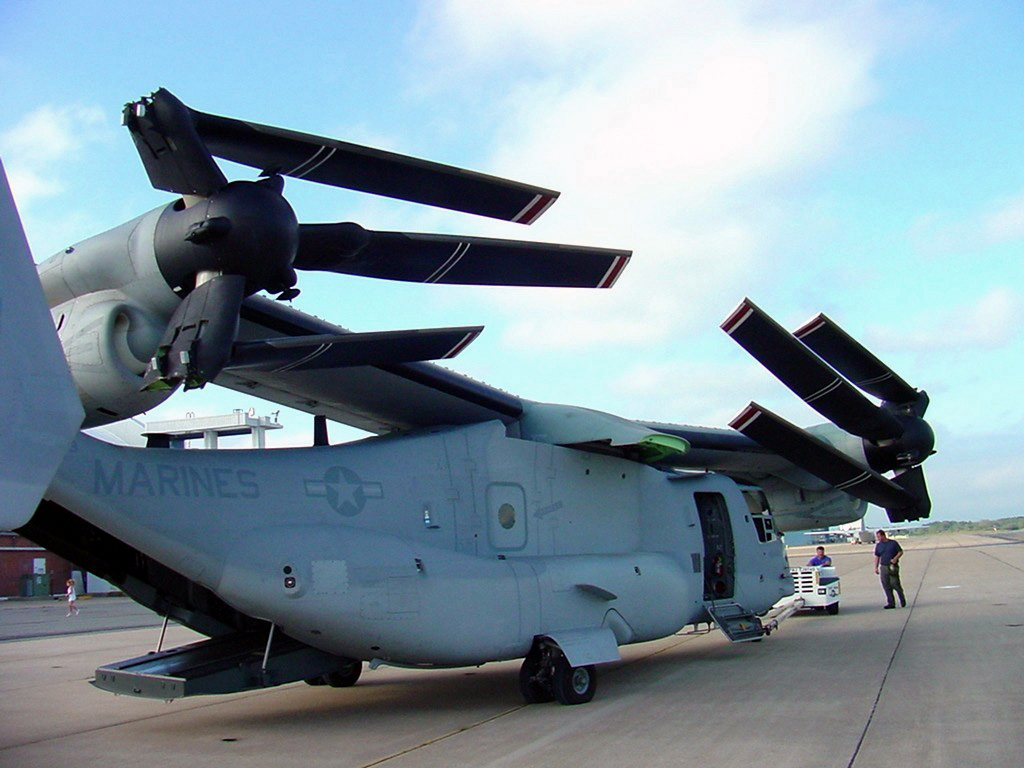
收納成緊致狀態的MV-22，主翼轉90度後與機身平行，冷旋翼也轉至重疊，以便運送。
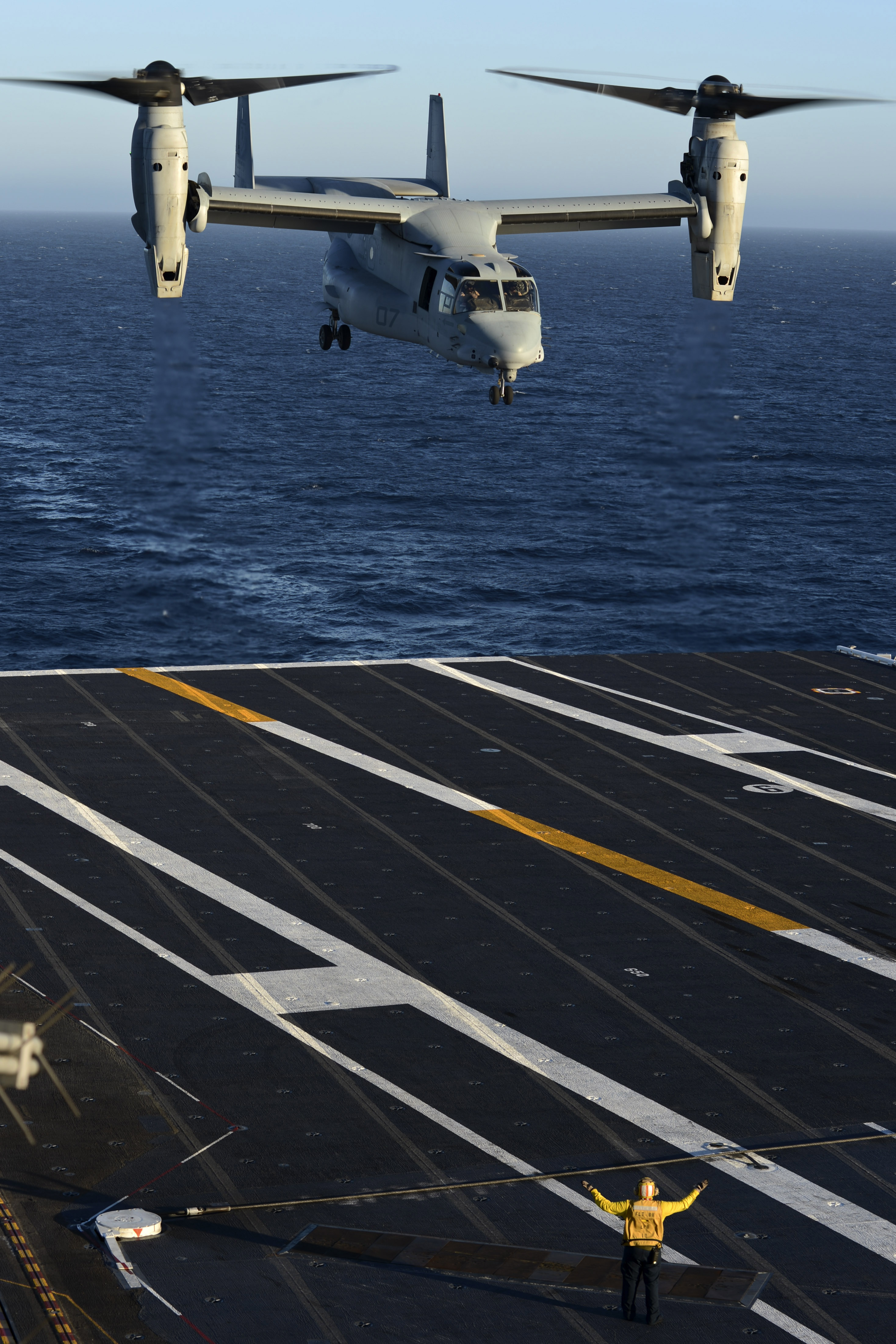
美軍海軍陸戰隊的MV-22降落於尼米茲號航空母艦的甲板上

MV-22B可以加裝一種名為「V-22空中加油系統」（V-22 Aerical Refueling System，VARS）的套件，本加油系統套件改良了KC-130R 空中加油機所用的FR-300飛錨式空中加油管，能擔應帶高達1萬磅（4.5公融）的燃油，並將其整合入MV-22B中。MV-22一旦接受改裝，再搭配上MV-22B也能於兩棲突擊艦的甲板上起降的特性，這將使得美國陸戰隊航空兵的飛行載具打擊距離及需空時間進一步提升。負責研發的廠區位於愛荷華州達文波特（Davenport），並預計於2018年交付首批VARS套件，陸戰隊之所以希望MV-22具備空中加油機的能力，除了不再需要向海軍借調派加油機外，也能替美國陸戰隊航空兵未來深入打擊的關鍵，也可對美國陸戰隊和美國海軍的F/A-18、F-35B/C進行空中加油。
CMV-22B
美國海軍型號為航艦艦上運輸（Carrier onboard delivery, COD）任務。類似MV-22B，主翼無法折疊，但它包括一個擴增程燃油系統，高頻無線電，以及公共廣播系統，將取代C-2R灰狗運輸機，預計製造44架。首架CMV-22B於2019年12月首飛，於2020年1月21日公開宣布。貝爾直升機公司於2020年2月7日在位於德州的組裝工廠，舉行了首架CMV-22B的交機儀式。

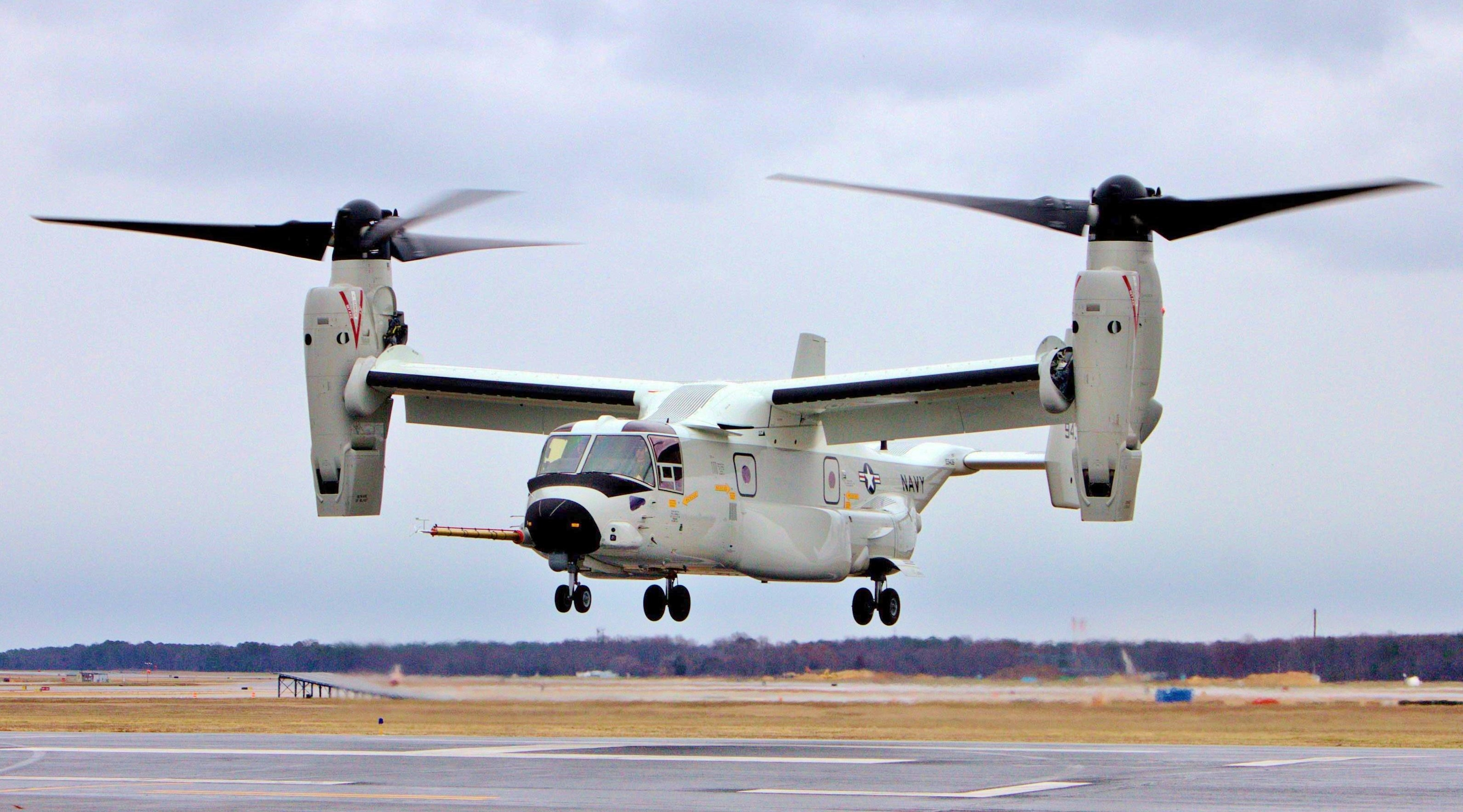
CMV-22B 2020年2月攝

CV-22B
由美國特種作戰司令部（United States Special Operations Command, USSOCOM）屬下的航空戰力使用的型號，將展開遠程，特種作戰任務，並將裝上副油箱。在2006年11月16日，佛罗里达州西北部的赫伯機場（Hurlburt Field）舉辦的儀式中，空軍正式宣佈會採用CV-22。
- CV-22飛越新墨西哥州

EV-22
空中預警機延伸型。現在英國皇家海軍研究中，預計取代的韋斯特蘭海王式空中預警直升機裝備英國皇家海軍航母。
HV-22B
僅限計劃階段，但未備資金，美國海軍的HV-22將提供戰鬥搜索和搶救、投遞和回收特戰部隊與艦隊後勤支援運輸一起。
SV-22
為海軍設計的反潛型

## 使用國
美国
- 美國空軍

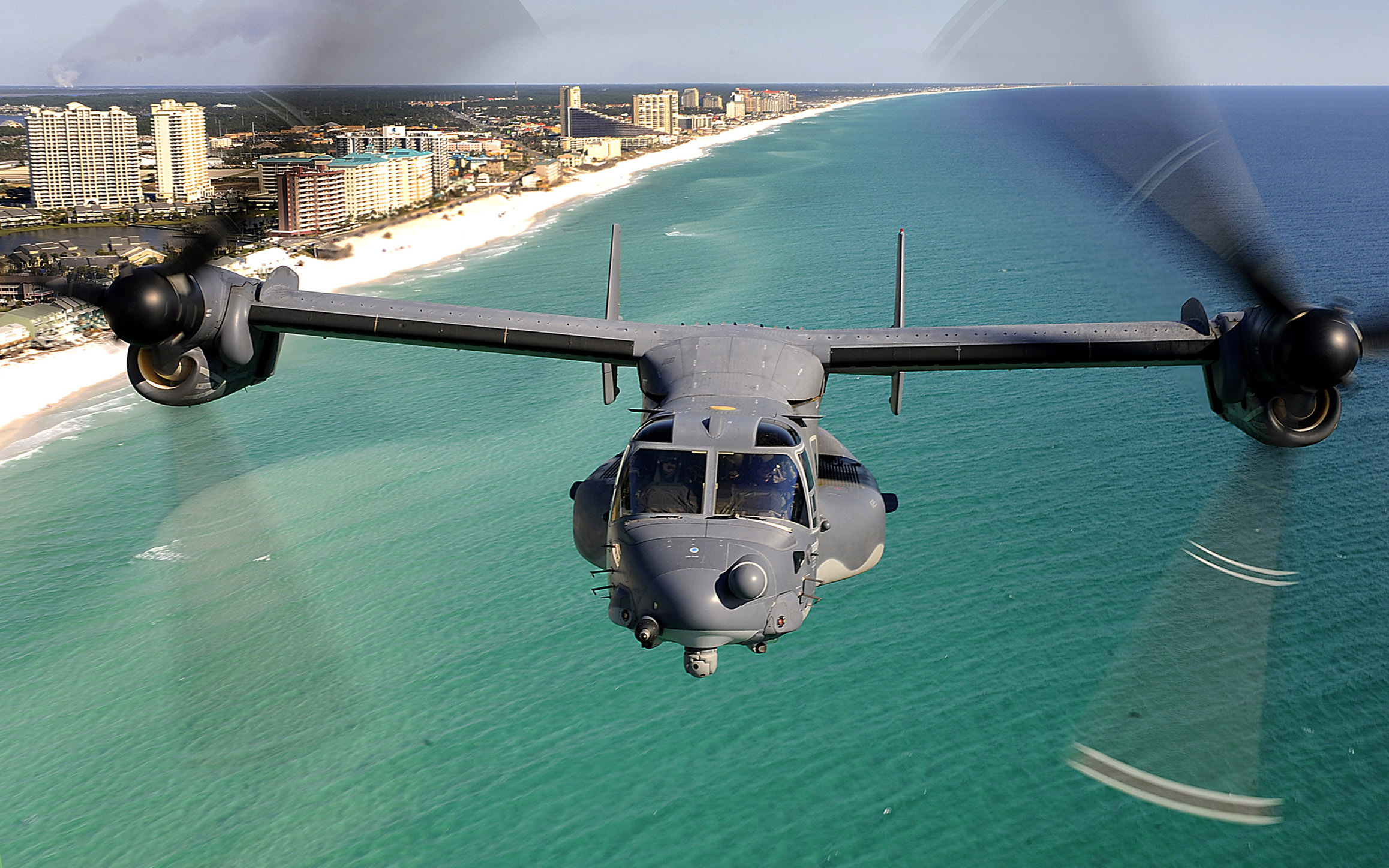
第8特種作戰中隊的CV-22飛越佛羅里達州翡翠海岸。

  - 第1特种作战联队 - 赫尔伯特场，佛罗里达州
    - 第8特种作战中队

  - 第27特种作战联队 - 坎农空军基地，新墨西哥州
    - 第20特种作战中队

  - 第58特种作战联队 - 科特兰空军基地，新墨西哥州
    - 第71特种作战中队

  - 352D特别行动小组 - 皇家空军米尔登霍尔，英国
    - 第7特种作战中队

  - 第412试验联队 - 爱德华兹空军基地，加利福尼亚州

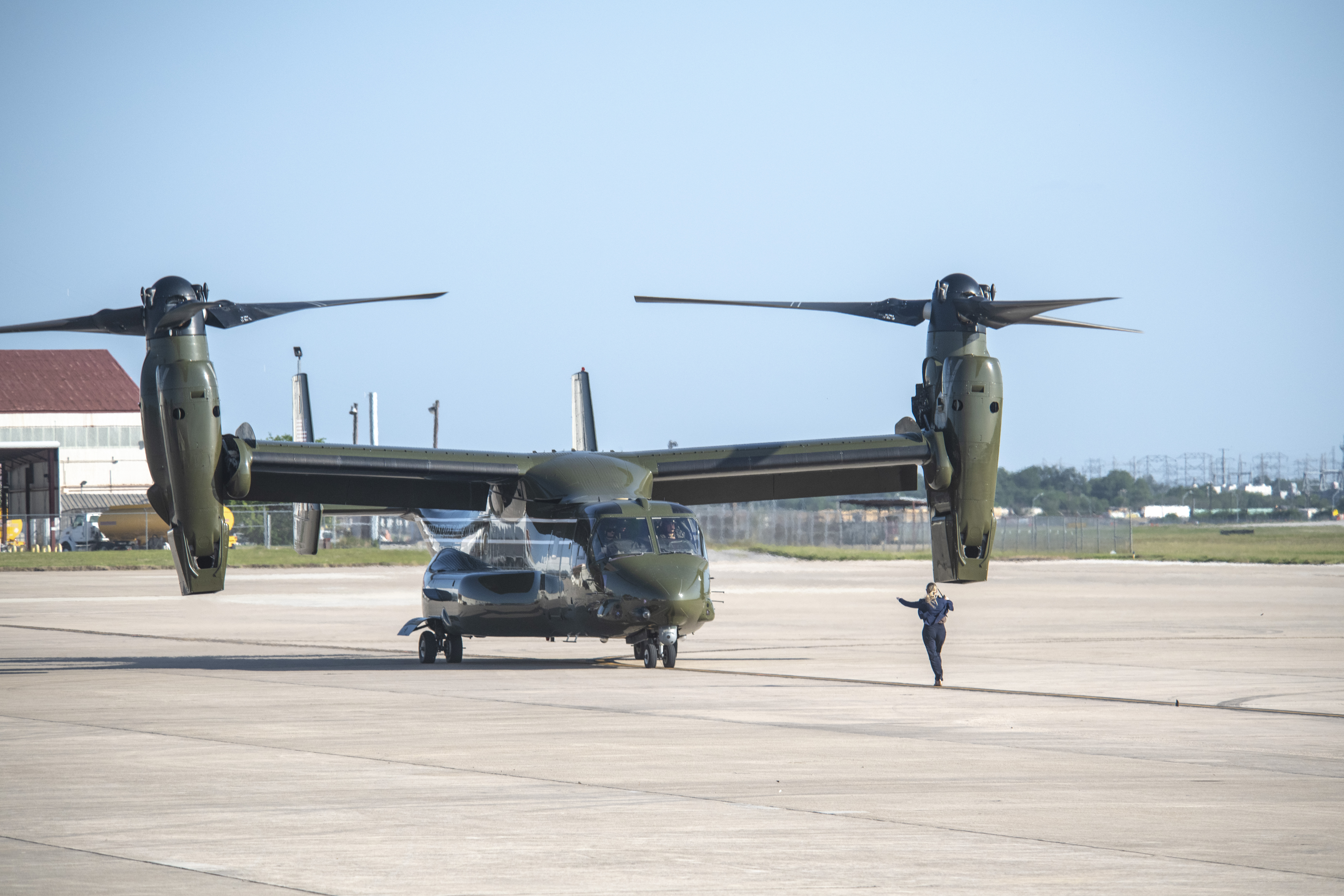
美國陸戰隊第1直升機中隊的MV-22

    - 第418飞行试验中队

- 美國陸戰隊
  -  陸戰隊第一直升機中隊（英语：HMX-1）（Marine Helicopter Squadron One，HMX-1）

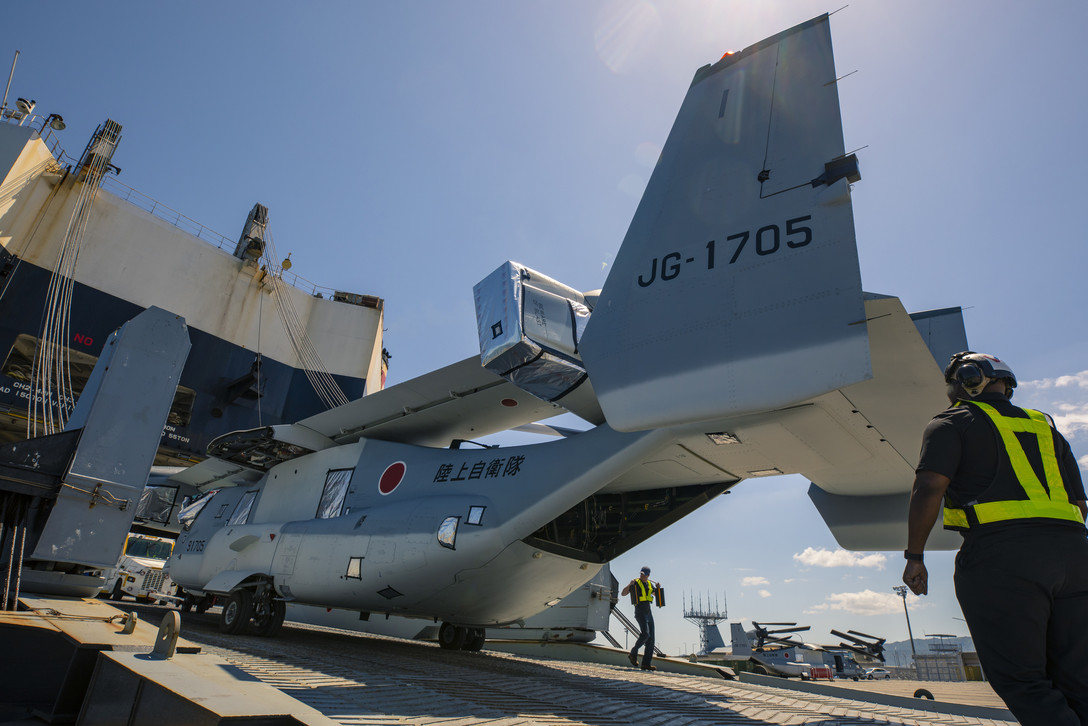
日本陸上自衛隊

  - VMX-22
  - VMM-161
  - VMM-162
  - VMM-165
  - VMM-166
  - VMMT-204
  - VMM-261
  - HMM-262
  - VMM-263
  - VMM-264
  - VMM-265
  - VMM-266
  - VMM-363
  - VMM-365
  - VMM-561
- 美國海軍
  - HX-21[22]

 以色列
- 以色列空軍（訂購6架）

 日本
- 日本自衛隊（訂購17架）
  - 陸上自衛隊-第一直升機團[23]

 印度尼西亞
- 印尼（預計訂購8架）

## 流行文化
- 2009年電影《魔鬼終結者：未來救贖》中約翰·康納曾乘坐V-22魚鷹式傾斜旋翼機前往躲藏在太平洋海底的反抗軍最高總部［洛杉矶级攻击型核潜艇威靈頓號（USS Wilmington）[24]］[25]。
- 2010年電影天龍特攻隊 (電影)中通天奇兵成功取回假冒的美元鈔票模板後，便是用V-22魚鷹式傾斜旋翼機撤離[26]。
- 2011年電影《變形金剛3》中，NEST[27]搭乘魚鷹直升機潛入芝加哥
- 2017年《侠盗猎车手 Online》于12月12日发布了更新。加入了巨象复仇者，武裝规格和规模比其原型较高。[28]
- 2012年 日本动画《PSYCHO-PASS》第一季21话(2014年新编版第11话)开头中常守朱一行人乘坐的倾转旋翼运输机的原型即为V-22鱼鹰式倾转旋翼机
- 電玩遊戲《空戰奇兵7》中歐西亞前總統的V-22遭到友軍誤擊墜毀，在遊戲中也可以看到敵軍愛爾吉亞的高級軍官搭乘V-22逃離。
- 2016年名偵探柯南劇場版《純黑的惡夢》裡黑衣組織最後以MV-22魚鷹機轟垮摩天輪
- 2017年電影《变形金刚5：最后的骑士》中，TRF[27]搭乘魚鷹直升機登陸賽博坦[29]。
- 2019年電影《哥吉拉 II 怪獸之王》中“鱼鹰”倾斜旋转翼飞机取代了直升机，成为到处接人的“战场出租车[30][31]。
- 2020年電影魔物獵人 (電影)中當魔物透過入口來侵襲地球後，V-22魚鷹式傾斜旋翼機曾經與其交戰[32]。
- 2020年樂高原訂於七月發售以此機型為藍本的救援直升機盒組，但受到反戰團體的抗議，最後樂高在發售前十日發表聲明表示取消此盒組的販售以維護品牌價值，但不會召回已批發出去的盒組。[33]
- 2022年香港科幻電影《明日戰記》中，空戰部隊利用三架V-22戰機去尋找外星生物「潘朵拉」的母體，雖然三架V-22戰機的隊員成功完成任務，但最後所有戰機於不同地方墜毁。
- 2024年美國科幻電影《猛毒最終章：最後一舞》中力士·史特里克蘭所領導的部隊曾搭乘V-22魚鷹式傾斜旋翼機追捕猛毒與艾迪·布洛克[34]。
- 2025年美國科幻電影《不可能的任務：最終清算》中曾在尼米茲級核動力航空母艦起降[35]。

## 事故
自1991至2017年間，V-22發生多起意外，11宗墜毀事故共造成42人喪生。其中四宗墜毀事故發生於服役前的開發階段，造成30人喪生。
- 1991年6月：五號原型機，因飛行控制系統的接線不正確，在飛行中失控墜毀，二人輕傷。
- 1992年7月：四號原型機，右側引擎故障墜入河中，全機七人無一生還。
- 2000年4月：因缺乏高速率下降(HROD)及環狀氣流狀態（VRS）預警系統，在模擬夜間人員撤離訓練中墜毀，全機十九人無一生還。
- 2000年12月：同年（2000年）第二起事故。因液壓管路爆裂和電腦軟體缺陷，MV-22在訓練飛行中失控墜毀，全機四人無一生還。
- 2009年5月：CV-22於北卡羅萊納州低空飛行訓練時，因為燃料用盡緊急降落國家保護地區，供給油料的引擎排熱時引起草地火災，機身外殼受到損毀。
- 2010年4月：CV-22在阿富汗執行補給與滲透任務時，遭敵方砲火擊落，全機四人喪生、十六人受傷。
- 2012年4月：在聯合訓練演習中故障墜毀，全機二人喪生、二人受重傷。
- 2012年6月：同年（2012年）第二起事故。在訓練中故障墜毀，全機五人受輕重傷、無人喪生。
- 2015年5月：CV-22於夏威夷基地降落時墜毀，造成二人喪生、二十一人受傷。
- 2016年12月：MV-22於沖繩縣名護市東方外海迫降時墜毀，造成二人受傷。
- 2017年1月29日，执行袭击也门貝達的阿拉伯半島基地組織的突袭亚卡拉（英语：Yakla raid）作战中，海豹突击队在阿联酋军队的支援下对也门南部亚卡拉（Yakla）地区的一处“基地”组织据点发动突袭。这次行动共造成30多人死亡，包括14名“基地”组织士兵、1名海豹突击队成员36岁的威廉·欧文斯死亡以及至少8名女性、8名儿童。除此之外还有3名美军士兵受伤；一架V-22硬着陆迫降，机上2人受伤，飞机不能修理被炸毁。
- 2017年8月：MV-22在撞擊到綠灣號（英语：USS Green Bay (LPD-20)）船塢登陸艦的船舷後於澳洲昆士蘭外海墜毀，造成3名陸戰隊員死亡。[38]
- 2017年9月28日，在叙利亚执行堅定決心行動的一架V-22硬着陆迫降，机上2人重伤，飞机不可修理而被炸毁。
- 2022年3月18日，海军陆战队一架V-22B在挪威北部貝阿恩参加寒冷反应例行军事演习时坠毁，4名美军乘员全部死亡。[39]
- 2022年6月8日，第三海军陆战队航空兵联队的一架MV-22B在加州坠毁格拉米斯坠毁，机上5人全部死亡。[40][41][42][43]
- 2023年8月27日，1架MV-22B在澳洲北部墜毀，造成3人罹難、20人受傷。[44]

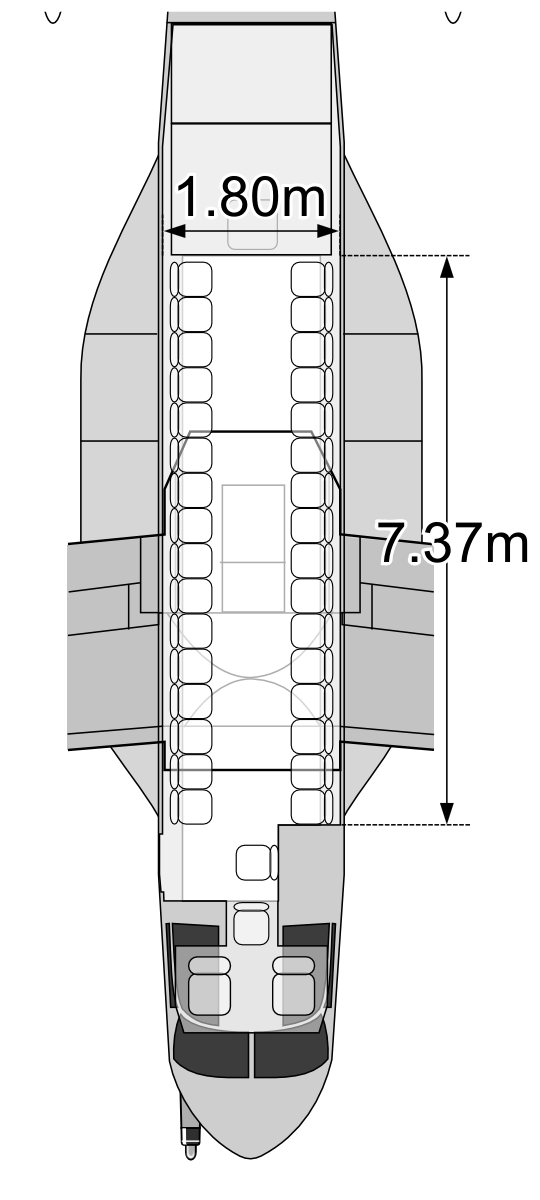
V-22座位安排

- 2023年11月29日, 東京美軍橫田基地所屬的CV22魚鷹，在鹿兒島縣屋久島近海迫降時墜海, 機上8名成員罹難。日本要求美军在非紧急情况下停止在日本领土飞行CV22魚鷹[45]。但CV22魚鷹於12月1日继续在沖繩县内飞行，引發日本方面不滿。[46]不久美國方面決定暫時在日本停飛CV22魚鷹。[47]12月6日，美军又宣布将暫時停飛所有CV22鱼鹰。[48]

## 规格
参考资料：Boeing Integrated Defense Systems, Naval Air Systems Command,and the CV-22 Air Force Fact Sheet.
基本信息
- 机组：4人（正、副駕駛，機工長及飛航工程師）
- 容量：24 人（座位），32 人（最大載員）或15,000 磅物資
- 翼面積: 301.4平方英尺（28.00平方）

性能

## 外部連結
- Official Boeing V-22 site （页面存档备份，存于）
- Official Bell V-22 site （页面存档备份，存于）
- V-22 Osprey web
- V-22 Osprey history on Navy.mil （页面存档备份，存于）
- CV-22 fact sheet on USAF site（页面存档备份，存于）
- V-22 page on GlobalSecurity.org （页面存档备份，存于）
- "The V-22 Osprey", Documentary on the V-22 In Iraq （页面存档备份，存于）
- "Flight of the Osprey", U.S. Navy video of V-22 operations
- Cutaway drawing of V-22 prototype （页面存档备份，存于）
- Newer cutaway drawing of V-22 （页面存档备份，存于）